# 't Stort
 't Stort (Gronings: Stört) is een streekje in de gemeente Het Hogeland in de Nederlandse provincie Groningen. Het ligt vlak bij Leens op het punt waar het Warfhuisterloopdiep samenkomt met de Hoornse Vaart en samenvloeit tot het Hunsingokanaal. Iets zuidoostelijker ligt het gehucht Douwen en verder naar het westen de buurt Leenstertillen. Naast het buurtje ligt over de Hoornse Vaart de Hellenstertil, die lokaal Scheeftil wordt genoemd. Vanuit 't Stort loopt het Scheeftilsterpad naar Leens.

## Geschiedenis
Het Hunsingokanaal werd gegraven in 1873. De uitgegraven grond werd op het naastgelegen weiland gestort, daaraan dankt het streekje zijn naam. Op de grond aan het kanaal werd een rijtje van 7 landarbeidershuisjes gebouwd. In 1928 kwam daar nog een armenhuis (het 't Blokhoes) bij. De inwoners van het buurtje werden in Leens dan ook wat neerbuigend behandeld. In de jaren 1970 verdwenen veel bewoners en werden veel huizen recreatiewoningen. Het armenhuis werd verbouwd tot een eengezinswoning en kreeg de naam 'Blokhoes'. Van de 7 arbeiderswoningen zijn er 5 verbouwd tot vaak riante permanente woningen.
Schrijver Lammert Voos gebruikt 't Stort onder de naam 'Malterfoske' als achtergrond voor zijn trilogie, die gaat over meerdere arme generaties die leven aan de zelfkant van het bestaan. Hierin zet hij zich af tegen de rijke bevolking die het gehucht tegenwoordig bewoont.

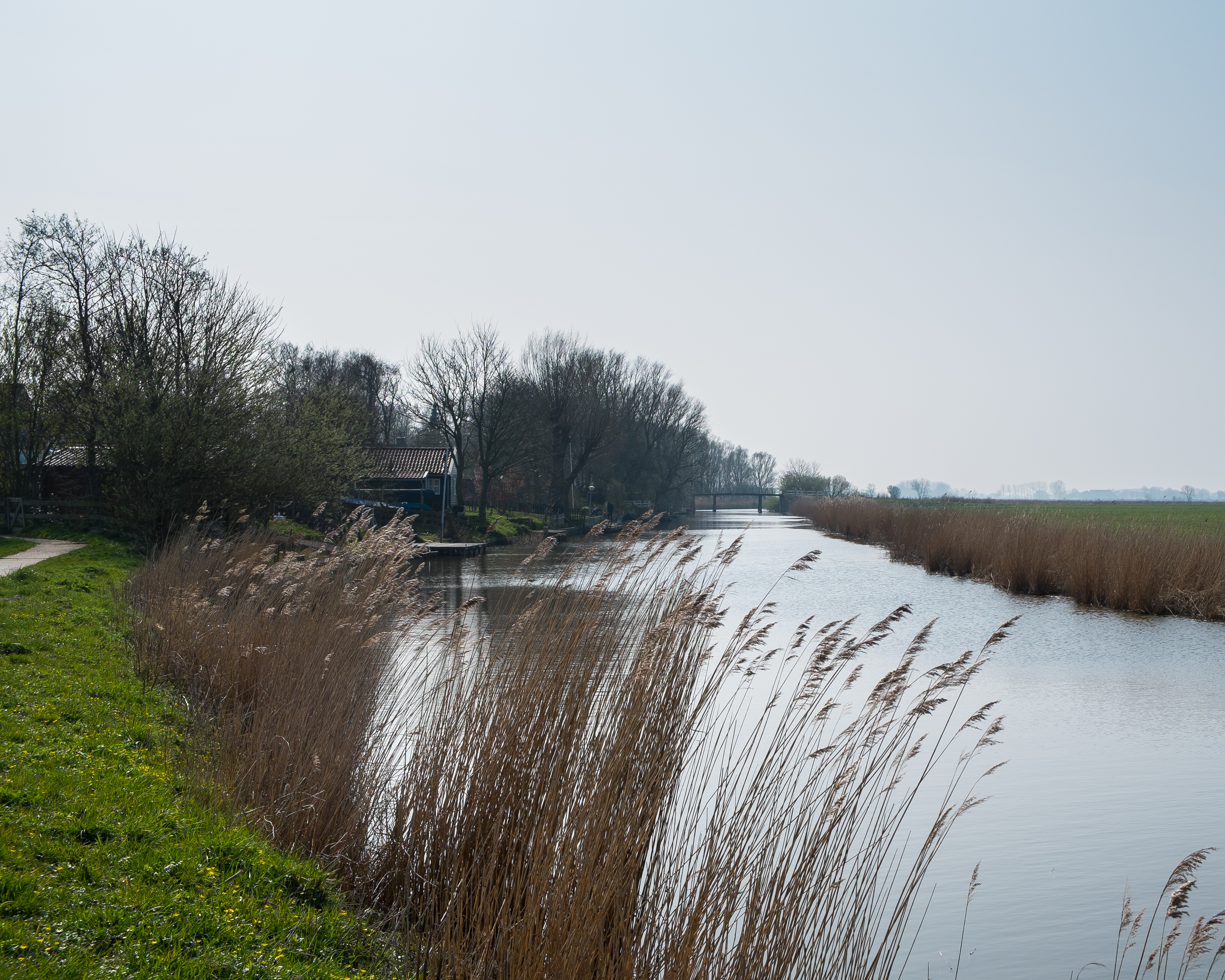
Hoornse Vaart bij 't Stort vanaf het Scheeftilsterpad
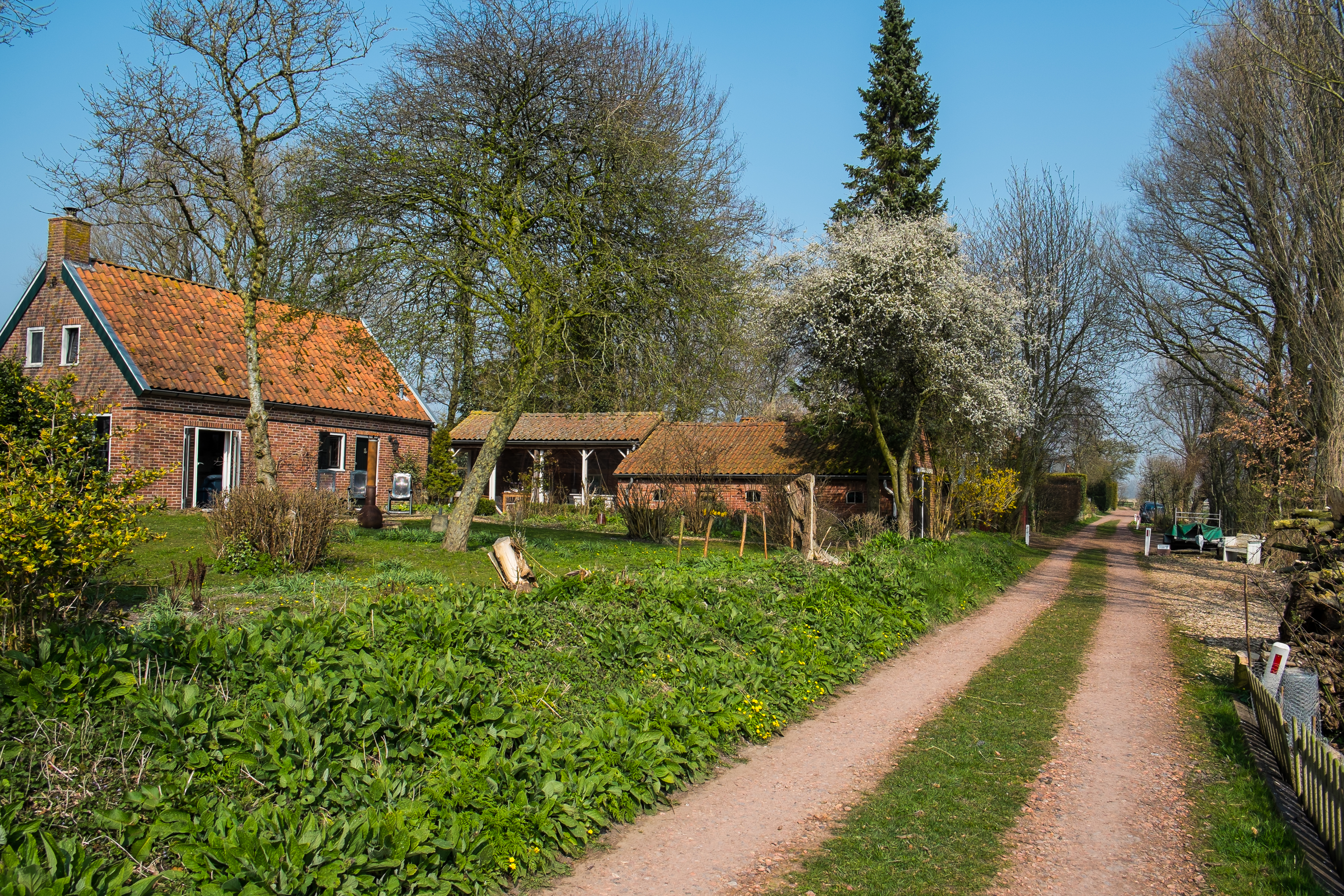
Een aantal huizen van 't Stort langs het onverharde pad van het gehucht
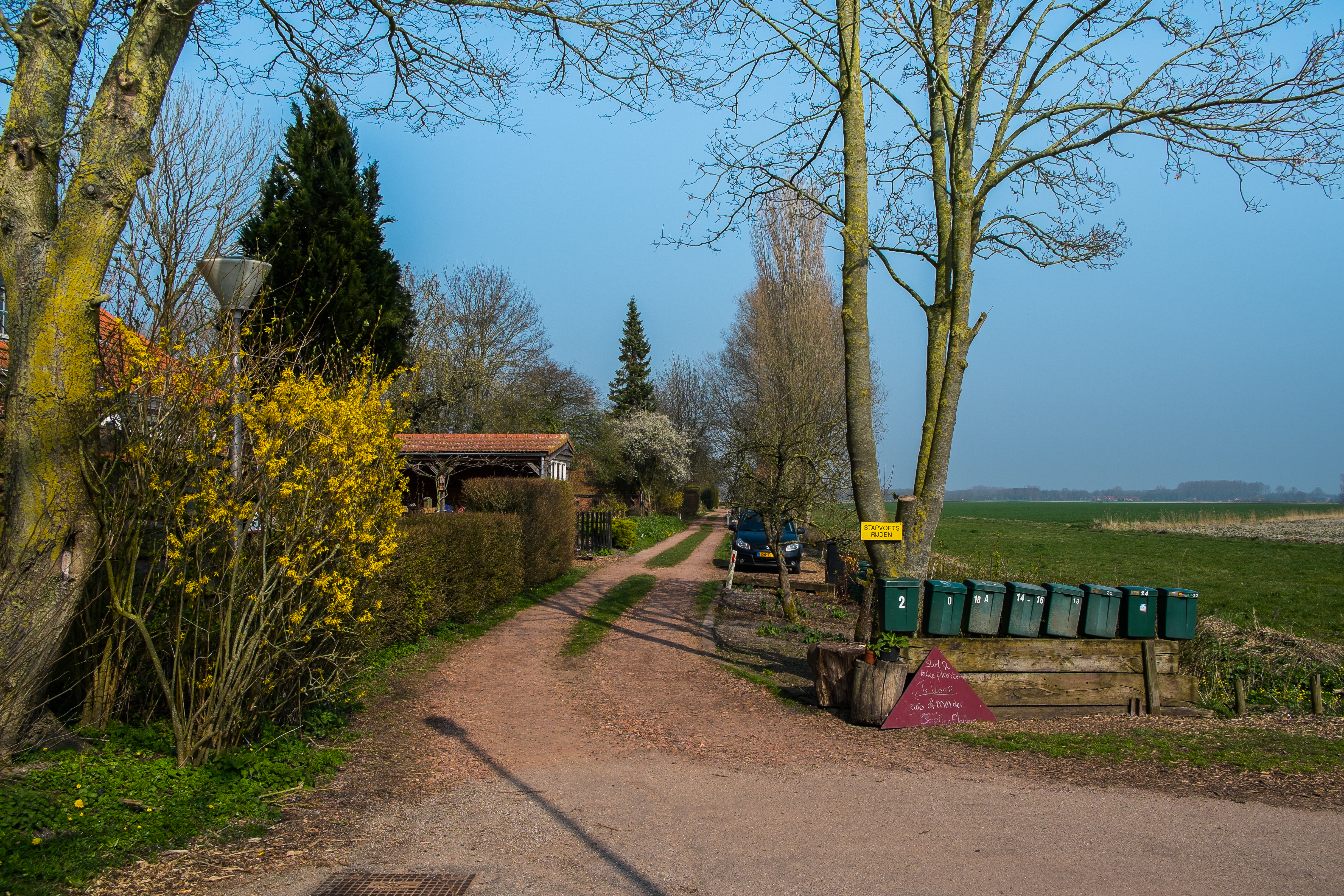
Ingang naar 't Stort
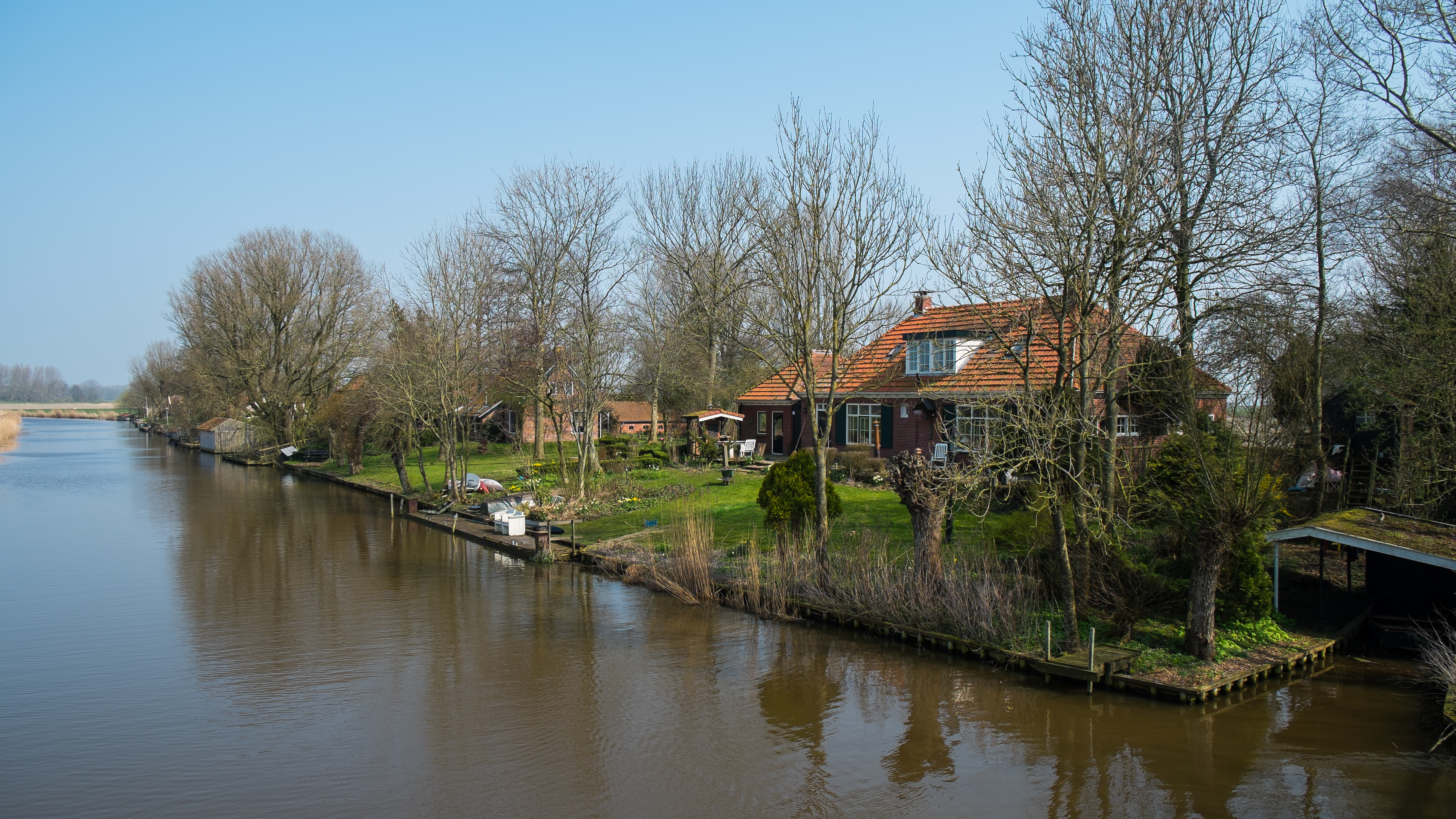
't Stort en de Hoornse Vaart gezien vanaf de Hellenstertil
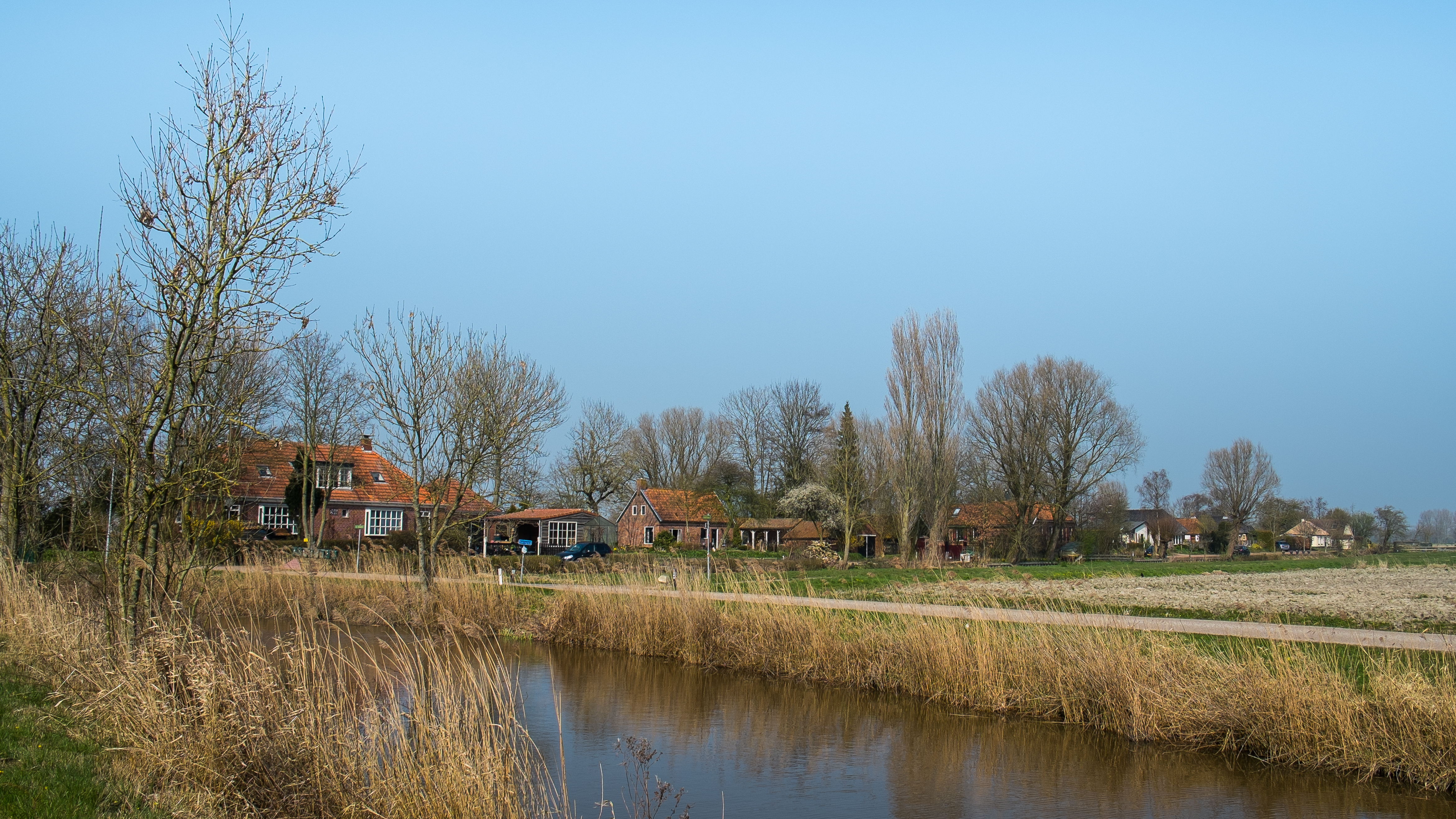
't Stort gezien vanaf de Trekweg
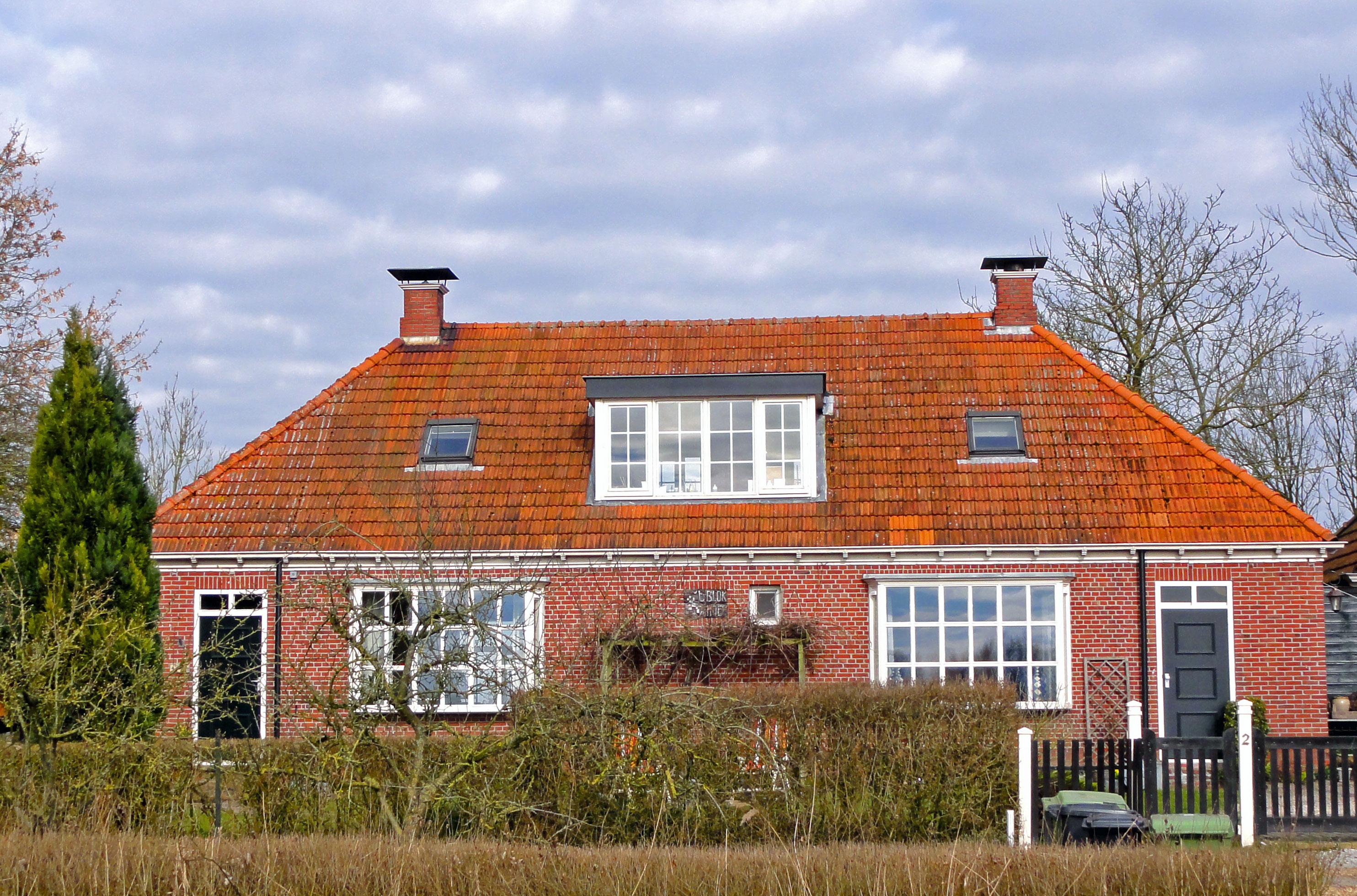
Het sterk verbouwde voormalige armenhuis ('t Blokhoes)

## Andere 'Storten'
Ter Laan (1954) noemt elders in Groningen nog twee van deze plekken:
- de smalle strook land tussen de mondingen van de Munnekezijlsterried (Lauwers) en het Reitdiep bij Zoutkamp (de Polder van J. Mulder)
- een stuk grond met huizen aan het diep ten zuiden van Ulrum[3] (wellicht de huizen ten zuiden van de Ulrumertil).

Daarnaast ligt er aan het Van Starkenborghkanaal tussen Zuidhorn en Spanjaardsdijk nog een oud slibdepot, waar een natuurgebiedje is ontstaan, dat ook de naam 't Stort draagt.
Hoofdplaats: Uithuizen

Dorpen: Adorp · Den Andel · Baflo · Bedum · Eenrum · Eppenhuizen · Hornhuizen · Houwerzijl · Kantens · Kloosterburen · 't Lage van de Weg · Lauwersoog · Leens · Leenstertillen · Lutjewolde · Mensingeweer · Molenrij · Niekerk · Noordwolde · Oldenzijl · Onderdendam · Onderwierum · Oosteinde · Oosternieland · Pieterburen · Rasquert · Rodewolt · Roodeschool · Rottum · Saaxumhuizen · Sauwerd · Startenhuizen (deels) · Stitswerd · Tinallinge · Uithuizermeeden · Ulrum · Usquert · Vliedorp · Vierhuizen · Warffum · Warfhuizen · Wehe-den Hoorn · Westerdijkshorn · Westernieland · Wetsinge · Winsum · Zandeweer · Zoutkamp · Zuidwolde · Zuurdijk

Buurtschappen, gehuchten, wierden en buurten: 1e Nijhoezen · 2e Nijhoezen · 't Aagt · Abbeweer · Alinghuizen · Arwerd · Barnegaten · Bellingeweer · Bethlehem · Beusum · Bokum · Breede · Broek · Het Bultje · De Dingen · De Raken · De Vennen · Den Haver · Deikum · Doodstil · Douwen · Duisterwinkel · Eelswerd · Eemshaven · Elens · Ellerhuizen · Ernstheem · Ewer · Grijssloot · Groot Maarslag · Groot Wetsinge · De Haar · Hammeland · Den Hander · Harssens · Hefswal · Hekkum · Helwerd · Heuvelderij · Hiddingezijl · Holwinde · De Hoogte · De Horn · De Houw · 't Houweel · De Hucht · Kaakhorn · Katershorn · Kattenburg · Klei · Kleine Huisjes · Klein Garnwerd · Klein Maarslag · Klein Wetsinge · Kolham · Koningslaagte · Koningsoord · De Knijp · Kruisweg · Lutje Marne · Lutke Saaxum · Maarhuizen · (Marnehuizen) · Menkeweer · Menneweer · Midhalm · Midhuizen · Mollenhuizen · Nijenklooster · Noordpolder · Noordpolderzijl · Obergum · Oldenzijl · Oldorp · Oosterhorn · Oosterhuizen (Eenrum) · Oosterhuizen (Zuidwolde) · Oudedijk · Oudeschip · Paapstil · Panser · Plattenburg · Polen · Ranum · Reidland · Roodehaan · Schapehals · Schaphalsterzijl · Schilligeham · Schouwen · Schouwerzijl · Sint Annerhuisjes · 't Stort · De Streek · Takkebos · Ter Laan · Tijum · Valcum · Valom · Wadwerd · Walsweer · Westerhorn (De Marne) · Westerhorn (Hogeland) · Westerklooster · Westpolder · Wierhuizen · Wierum · 't Wildeveld · Willemsstreek · Zevenhuizen